# Kudo Masato
Kudo Masato (6 tháng 5 năm 1990 – 21 tháng 10 năm 2022) là một cầu thủ bóng đá người Nhật Bản. Anh qua đời vì những biến chứng sau ca phẫu thuật não vào tháng 10 năm 2022. Anh ta đã bị thủ môn Matt Lampson chơi đầu gối vào xương hàm và đã qua đời sau đó không lâu. 

## Đội tuyển bóng đá quốc gia Nhật Bản
Kudo Masato thi đấu cho đội tuyển bóng đá quốc gia Nhật Bản từ năm 2013.

## Thống kê sự nghiệp
| Đội tuyển bóng đá Nhật Bản | Đội tuyển bóng đá Nhật Bản | Đội tuyển bóng đá Nhật Bản |
| Năm                        | Trận                       | Bàn                        |
| -------------------------- | -------------------------- | -------------------------- |
| 2013                       | 4                          | 2                          |
| Tổng cộng                  | 4                          | 2                          |

### Bàn thắng quốc tế
| #  | Ngày                | Địa điểm                                      | Đối thủ    | Bàn thắng | Kết quả | Giải đấu                |
| -- | ------------------- | --------------------------------------------- | ---------- | --------- | ------- | ----------------------- |
| 1. | 21 tháng 7 năm 2013 | Sân vận động World Cup Seoul, Seoul, Hàn Quốc | Trung Quốc | 3–1       | 3–3     | Cúp bóng đá Đông Á 2013 |
| 2. | 6 tháng 9 năm 2013  | Sân vận động Nagai, Ōsaka, Nhật Bản           | Guatemala  | 2–0       | 3–0     | Giao hữu                |